# Marrocos nos Jogos Olímpicos de Inverno de 1984
O Marrocos participou dos Jogos Olímpicos de Inverno de 1984 em Sarajevo, na Iugoslávia. Foi a segunda participação do país em Jogos Olímpicos de Inverno.

## Desempenho

### Esqui alpino
| Atleta              | Evento                   | Descida 1 | Descida 2 | Total   | Total |
| Atleta              | Evento                   | Descida 1 | Descida 2 | Tempo   | Pos.  |
| ------------------- | ------------------------ | --------- | --------- | ------- | ----- |
| Ahmad Ouachit       | Slalom gigante masculino | 1:45.17   | 1:56.94   | 3:42.11 | 64º   |
| Ahmed Ait Moulay    | Slalom gigante masculino | 1:54.54   | 2:03.41   | 3:57.95 | 73º   |
| Brahim Ait Sibrahim | Slalom gigante masculino | 1:56.32   | DNF       | DNF     | DNF   |
| Hamid Oujebbad      | Slalom gigante masculino | 1:58.13   | 2:08.56   | 4:06.69 | 74º   |
| Ahmad Ouachit       | Slalom masculino         | 1:13.04   | 1:10.34   | 2:23.38 | 38º   |
| Ahmed Ait Moulay    | Slalom masculino         | 1:24.80   | 1:18.45   | 2:43.25 | 44º   |
| Brahim Ait Sibrahim | Slalom masculino         | 1:18.90   | DNF       | DNF     | DNF   |

Legenda
| Recorde mundial      | Recorde mundial (World record)               |                       | Recorde africano                      | Recorde africano (African) |                                           | Q | Classificado por posição (Qualified) |
| Recorde olímpico     | Recorde olímpico (Olympic record)            | Recorde da América    | Recorde da América (Americas)         | q                          | Classificado por melhor tempo (Qualified) |   |                                      |
| Melhor marca do ano  | Melhor marca do ano (World leading)          | Recorde asiático      | Recorde asiático (Asian)              | DNS                        | Não largou (Did not start)                |   |                                      |
| Recorde nacional     | Recorde nacional (National record)           | Recorde europeu       | Recorde europeu (European)            | DNF                        | Não terminou (Did not finish)             |   |                                      |
| Recorde pessoal      | Recorde pessoal do atleta (Personal best)    | Recorde da Oceania    | Recorde da Oceania (Oceania)          | DSQ / DQ                   | Desclassificado (Disqualified)            |   |                                      |
| Recorde da temporada | Recorde da temporada do atleta (Season best) | Recorde sul-americano | Recorde sul-americano (South America) | NM                         | Sem marca (No mark)                       |   |                                      |